# Pochabany
Pochabany (Hongaars: Pohába) is een Slowaakse gemeente in de regio Trenčín, en maakt deel uit van het district Bánovce nad Bebravou.
Pochabany telt 246 inwoners.